# 篠倉伸子
篠倉 伸子（しのくら のぶこ 1962年〈昭和37年〉1月3日 - 1999年〈平成11年〉5月25日）は、日本の女優、声優。本名は佐藤 伸子。文学座出身。千葉県出身。

## 出演作品

### テレビドラマ
- 太陽にほえろ! 第619話「犯人の顔」（1984年、日本テレビ）
- 旅よ恋よ女たちよ（1985年1月5日、NHK） - 朱実 役
- 武蔵坊弁慶（1986年、NHK） - 鈴の前 役
- おとうと 姉さん僕は死にたくない! 死に行く弟に捧げる姉の挽歌（1990年、TBS）
- 検事・若浦葉子 第1話「心を開ける鍵・時効不成立! 母子の拒んだ絆が生む幼児殺害事件」（1991年、日本テレビ）
- 八代将軍吉宗（1995年、NHK大河ドラマ） - お勢 役
- 金田一少年の事件簿「異人館ホテル殺人事件」（1996年、日本テレビ） - 兵頭鳴美 役
- 金田一少年の事件簿 永久保存版（1996年、日本テレビ） - 兵頭鳴美 役
- 刑事・鬼貫八郎8（1998年、日本テレビ）

### 舞台
- 危機一髪
- めいっぱいに夢一杯
- 女たちの十二夜（1992年）
- 夜曲 1996（1996年）
- 夜明け前（新国立劇場）

### テレビアニメ
- 少年サンタの大冒険!（1996年） - ニシル 役

### 劇場アニメ
- グスコーブドリの伝記（1994年） - ネリ 役

### 吹き替え
- チャーリー - ポーレット・ゴダート 役
- 私立探偵ハリー - シンディ・フォックス 役
- Dr.マーク・スローン - スペシャル アマンダ・ベントリー 役

### ラジオドラマ
- 黄龍の耳

### カセットブック
- 花の慶次（1993年） - おまつ 役

### ドラマCD
- わちふぃーるど物語 ダヤンのおいしいゆめ（1994年） - ダヤン 役

### その他
- さんすうすいすい（NHK教育、1988年-1989年） - ノッコ 役